# Trochlée humérale
La trochlée humérale est la partie médiale de la surface articulaire de l'articulation du coude qui s'articule avec l'incisure trochléaire de l'ulna.

## Description
La trochlée humérale à la forme d'une poulie décrivant environ les trois-quarts d'un cercle englobant le bord inférieur de l'épiphyse inférieure de l'humérus.
Son bord interne est plus bas que son bord externe. Au milieu, elle présente une gorge arrondie très marquée
Elle est orientée dans le sens antéro-postérieur. Elle oblique en bas et en dehors et sa partie postérieure est plus oblique que sa partie antérieure formant un arc d'hélice d'environ 330°.
En arrière et en haut, elle est limitée par la fosse de l'olécrane. En avant et en haut elle est limitée par la fosse coronoïde.
Elle est séparée latéralement du capitulum de l'humérus par un sillon.

## Anatomie fonctionnelle
La trochlée humérale forme la surface articulaire humérale de l'articulation huméro-ulnaire, une des articulations du coude. Cette articulation permet les mouvements de flexion et d'extension du coude. La trochlée et les deux fosses coronoïde et de l'olécrane ont un angle d'ouverture d'environ 360°. L'incisure trochléaire de l'ulna a un angle d'ouverture d'environ 190°.
L'adaptation des fosses coronoïde et de l'olécrane pour recevoir respectivement le processus coronoïde de l'ulna et l'olécrane permet la flexion et l'extension maximale de l'articulation du coude.

## Embryologie
Alors que l'ossification du capitulum a commencé un an après la naissance, l'ossification de la trochlée commence à 8–9 ans ; celle de la tête du radius et de l'épicondyle médial à 4–5 ans et celle du épicondyle latéral à 10 ans.

## Anatomie comparée
La forme de poulie n'est pas générale chez les autres espèces animales : la trochlée est cylindrique chez la plupart des singes et conique chez certains prosimiens.
Parfois dans l'espèce humaine, la cloison séparant les fosses coronoïde et de l'olécrane est absente formant un foramen. Ce foramen peut être systématique chez certaines espèces animale comme le chien.